# Gaetano Grano
Gaetano Grano (Messina, 21 novembre 1754 – Messina, 13 marzo 1828) è stato un latinista e letterato italiano.
Fu inoltre storico, antiquario, studioso di numismatica e paleografia, di storia naturale, fisica, filosofia e legge.

## Biografia
Terzultimo genito  di una nobile casata siciliana, fu educato dai Gesuiti, fu precettore di retorica nella Reale Accademia Carolina, della quale, nel 1780, gli fu conferita la carica di bibliotecario, che mantenne fino alla morte nel 1828. Nel 1784 si laureò in medicina. Priore di S. Maria della Latina nel 1786. Nel 1789 è nominato Giudice ecclesiastico della Regia Udienza e nel 1791 divenne Giudice delegato della Regia Monarchia in Messina. Fu nel 1806 tra i fondatori del Museo Civico Peloritano. Nel 1814 venne fatto membro della commissione per la compilazione dei codici del Regno delle Due Sicilie. Fu più volte Presidente dell'Accademia Peloritana dei Pericolanti e Socio dell’Accademia degli Zelanti di Acireale. Giudice Interino del Regio Tribunale di Monarchia in Sicilia nel 1817 e sempre nello stesso anno divenne Abate-Regio Priore di S. Andrea di Piazza, fu inoltre Vescovo in Partibus della Santissima Basilica di Terra Santa, Consigliere di Ferdinando I delle Due Sicilie e nel 1821 Luogotenente Generale in Sicilia, (Viceré), carica da lui rifiutata. .

## Attività letteraria
Fu in corrispondenza con numerosi personaggi di rilievo della cultura del tempo come Domenico Scinà, il Landolina ed il Gregorio. In particolar modo collaborò con Jakob Philipp Hackert per la stesura delle “Memorie De' Pittori Messinesi 1792”, dove il Grano vi soppresse il proprio nome all'atto della pubblicazione e come riconobbe lo stesso Hackert, “le notizie per la stesura di un così corposo testo gli venivano dal Monsignor Gaetano Grano.” Collaborò anche con l'Abate Lazzaro Spallanzani contribuendo non poco allo svolgimento del testo “Viaggi alle due Sicilie e in alcune parti dell'Appennino”. . Nella sua dimora, Palazzo Grano .era presente una delle più pregiate collezioni naturalistiche del meridione oltre ad una splendida pinacoteca dove tra gli altri spiccava una tela del Tintoretto. Collezione dispersa in seguito, dal pronipote il Cav. Giuseppe Grano-Castelli. Monsignor Grano pubblicò poco dei suoi lavori. Di lui si ricorda “L'Orazione per la morte di Carlo III di Borbone”, Napoli 1789; “Osservazioni sugli ultimi terremoti del Perù paragonati con quei di Sicilia e Calabria” 1797, che possono leggersi nell'ottantesimo volume del “Giornale letterario di Napoli”. Scrisse la “Guida alla Città di Messina” pubblicata nel 1826, anche per questa opera il Grano volontariamente vi soppresse il nome. Si ricordano Le Iscriptiones e i Carmina che furono raccolti da Giovanni Rosso e portati alla pubblicazione postumi nel 1829. Solo 180 anni dopo sono stati ripubblicati i testi:  Memorie De' Pittori Messinesi e la Guida alla Città di Messina, con il suo nome.

## Onori
Un busto in marmo, opera del Franzoni, discepolo del Canova e di Bertel Thorvaldsen, fu posto per volontà del senato cittadino nella sala del Museo Civico Peloritano, busto distrutto nel disastroso terremoto di Messina  del 1908.
Anche l'Accademia Peloritana dei Pericolanti commissionò un ritratto di Monsignor Grano e ugualmente questa opera andrà  persa nel terremoto del 1908.
Mentre il Monumento funebre in marmo sempre del Franzoni un tempo collocato nella chiesa di S. Nicolò dei Cistercenzi, si trova oggi presso il Museo Regionale di Messina.
La Città di Messina ha dedicato una Via al Grano, attuale Via Monsignor Gaetano Grano.